# Christian Keller
Christian Keller (n. 3 august 1972, Essen, Germania) este un înotător german, medaliat olimpic. A participat la 4 ediții ale Jocurilor Olimpice (1992, 1996, 2000, 2004) în care a câștigat o medalie de bronz.